# Cryptachaea insulsa
Cryptachaea insulsa là một loài nhện trong họ Theridiidae.
Loài này thuộc chi Cryptachaea. Cryptachaea insulsa được Willis J. Gertsch & Mulaik miêu tả năm 1936.